# Carrer del Vermell (Sant Boi de Llobregat)
El Carrer del Vermell és una obra del municipi de Sant Boi de Llobregat (Baix Llobregat) inclosa en l'Inventari del Patrimoni Arquitectònic de Catalunya.

## Descripció
Es tracta d'un conjunt de cases de tipus popular com les que es troben en abundància en la majoria dels carrers del centre històric de Sant Boi. Al carrer Vermell, com als carrers Rapa i Palla, són pràcticament totes les cases les que es conserven i això constitueix un conjunt remarcable. En general són de planta baixa i un pis amb una porta d'arc rebaixat i una gran finestra als baixos (només en pocs casos hi ha dues portes) i un balcó o un balcó i una finestra a la planta noble. De maó arrebossat i pintat, en general de blanc o altre color clar, amb teulada de teula àrab amb vessant a la façana (tipus I.1 de l'esquema de Danés i Torras) i ràfec. En algun cas, la modificació posterior s'ha convertit en terrat, però en pocs. El conjunt el componen els núm. 9 al 19; 10 al 20; 33 al 53; 36 al 40; i el 65 al 73.

## Història
El carrer de Baix (Vermell), pertanyia a un dels nuclis de població ja existents al segle xii, la Pobla Arlovina, que al segle xviii estava constituïda pels carrers Major, Mig i Baix. El carrer Vermell va tenir un notable impuls als segles xviii i xix i va ser quan es varen construir pràcticament tots els edificis, que es conserven amb molt poques modificacions, llevat d'algunes excepcions d'edificacions de nova planta bastant recents i que no s'inclou en el conjunt.